# تترازول
تترازول (به انگلیسی: Tetrazole) با فرمول شیمیایی CH۲N۴ یک ترکیب شیمیایی با شناسه پاب‌کم ۶۷۵۱۹ است. که جرم مولی آن ۷۰٫۰۵ g/mol می‌باشد. 